# سيتشورا
سيتشورا (بالإنجليزية: Sechura)‏ هي مدينة، تتبع Sechura province ‏، هي عاصمة Sechura province ‏، وSechura District ‏، بلغ عدد سكانها 32144 نسمة.